# Archi
Archi község (comune) Olaszország Abruzzo régiójában, Chieti megyében.

## Fekvése
A megye központi részén fekszik. Határai: Altino, Atessa, Bomba, Perano, Roccascalegna és Tornareccio.

## Története
Valószínűleg a 11. század elején alakult ki egykori várának megépítésével egyidőben, bár egyes történészi vélemények szerint már korábban létezett. A következő századokban nemesi birtok volt. Önállóságát a 19. század elején nyerte el, amikor a Nápolyi Királyságban felszámolták a feudalizmust.

## Népessége
A népesség számának alakulása:

## Főbb látnivalói
- Santa Maria dell'Olmo-templom
- Santa Maria del Rosario-templom
- San Rocco-templom